# Dubînî, Radîvîliv
Dubînî (în ucraineană Дубини) este un sat în comuna Kozîn din raionul Radîvîliv, regiunea Rivne, Ucraina.

## Demografie
Componența lingvistică a localității Dubînî
     Ucraineană (99,74%)
     Alte limbi (0,26%)
Conform recensământului din 2001, majoritatea populației localității Dubînî era vorbitoare de ucraineană (99,74%), existând în minoritate și vorbitori de alte limbi.